# Katarzyna Popiołek
Katarzyna Anna Popiołek – polska psycholog, dr hab. nauk humanistycznych, profesor nadzwyczajny Wydziału Zamiejscowego w Katowicach SWPS Uniwersytetu Humanistycznospołecznego z siedzibą w Warszawie, Wydziału Psychologii Wyższej Szkoły Finansów i Zarządzania w Warszawie.

## Życiorys
Obroniła pracę doktorską, 26 października 1998 habilitowała się na podstawie pracy zatytułowanej Człowiek w sytuacji pomocy. Została zatrudniona na stanowisku profesora nadzwyczajnego na Wydziale Psychologii w Wyższej Szkole Finansów i Zarządzania w Warszawie, oraz na Wydziale Zamiejscowym w Katowicach SWPS Uniwersytetu Humanistycznospołecznego z siedzibą w Warszawie.
Jest dziekanem na Wydziale Zamiejscowym w Katowicach SWPS Uniwersytetu Humanistycznospołecznego z siedzibą w Warszawie.